# Abda (Hongarije)
Abda (Duits: Brückl)) is een plaats (község) en gemeente in het Hongaarse comitaat Győr-Moson-Sopron. Abda telt 482 inwoners (2001).

## Galerie

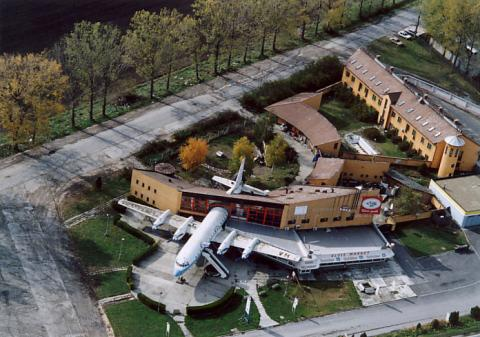
Elvis Park
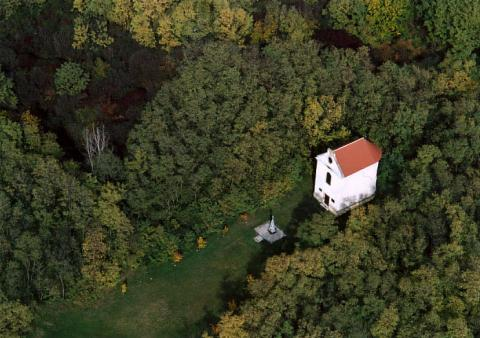
Herdenkingskapel die de voormalige locatie van het dorp markeert
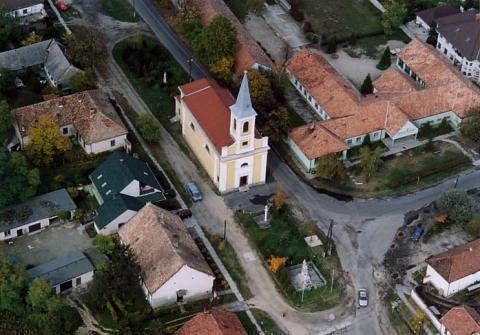
De klassieke kerk
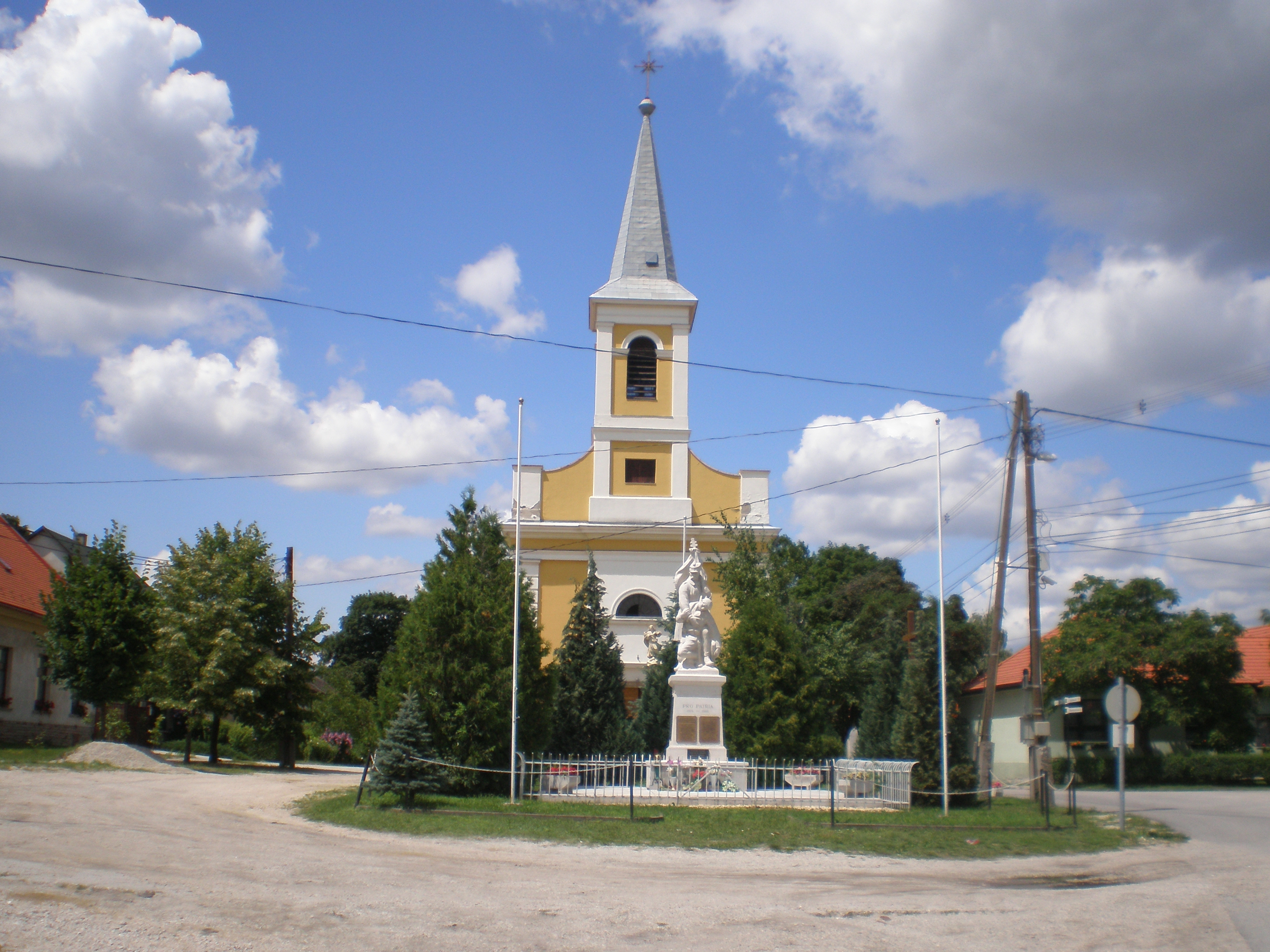
De kerk
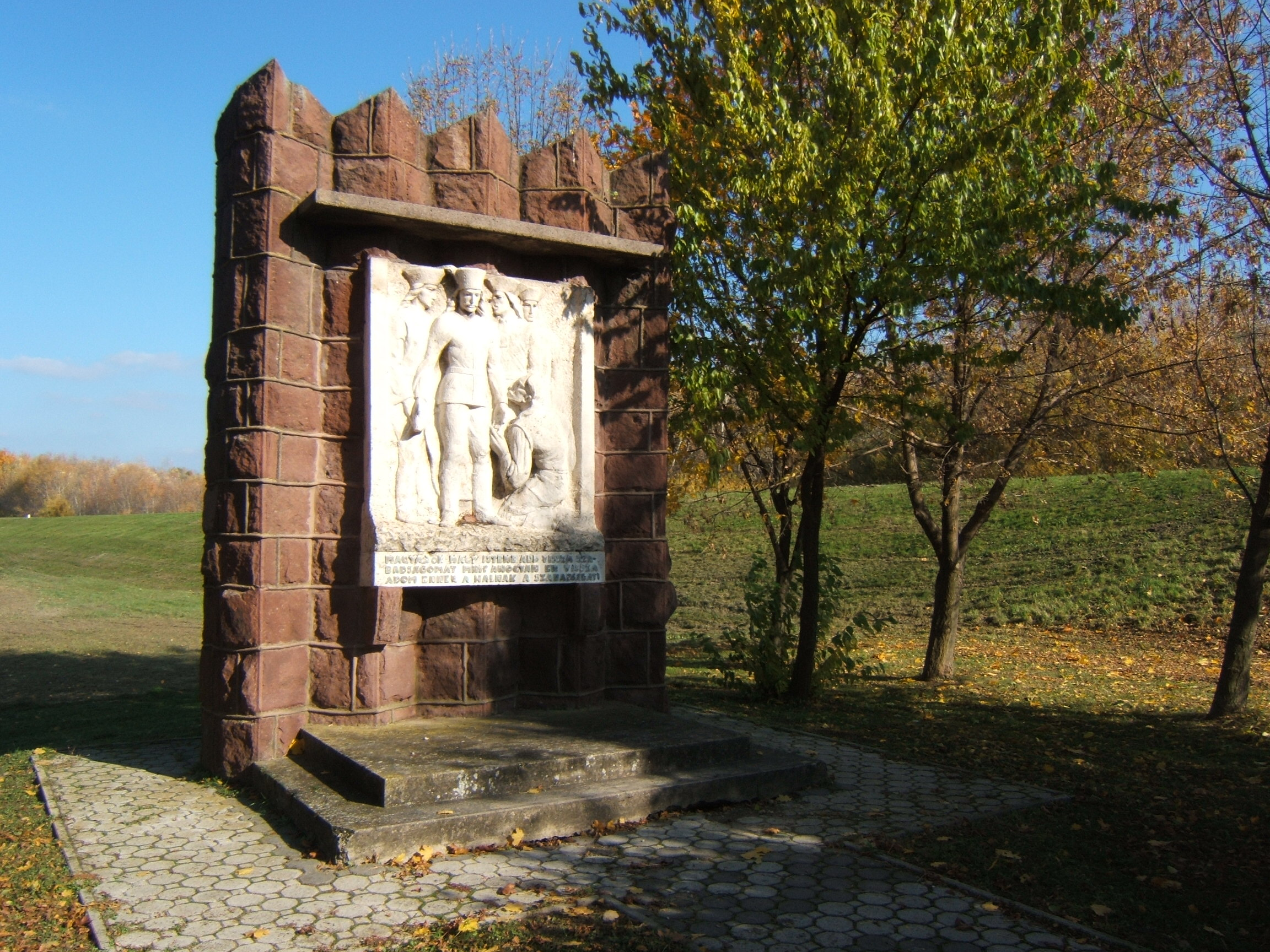
Rákóczi Memorial
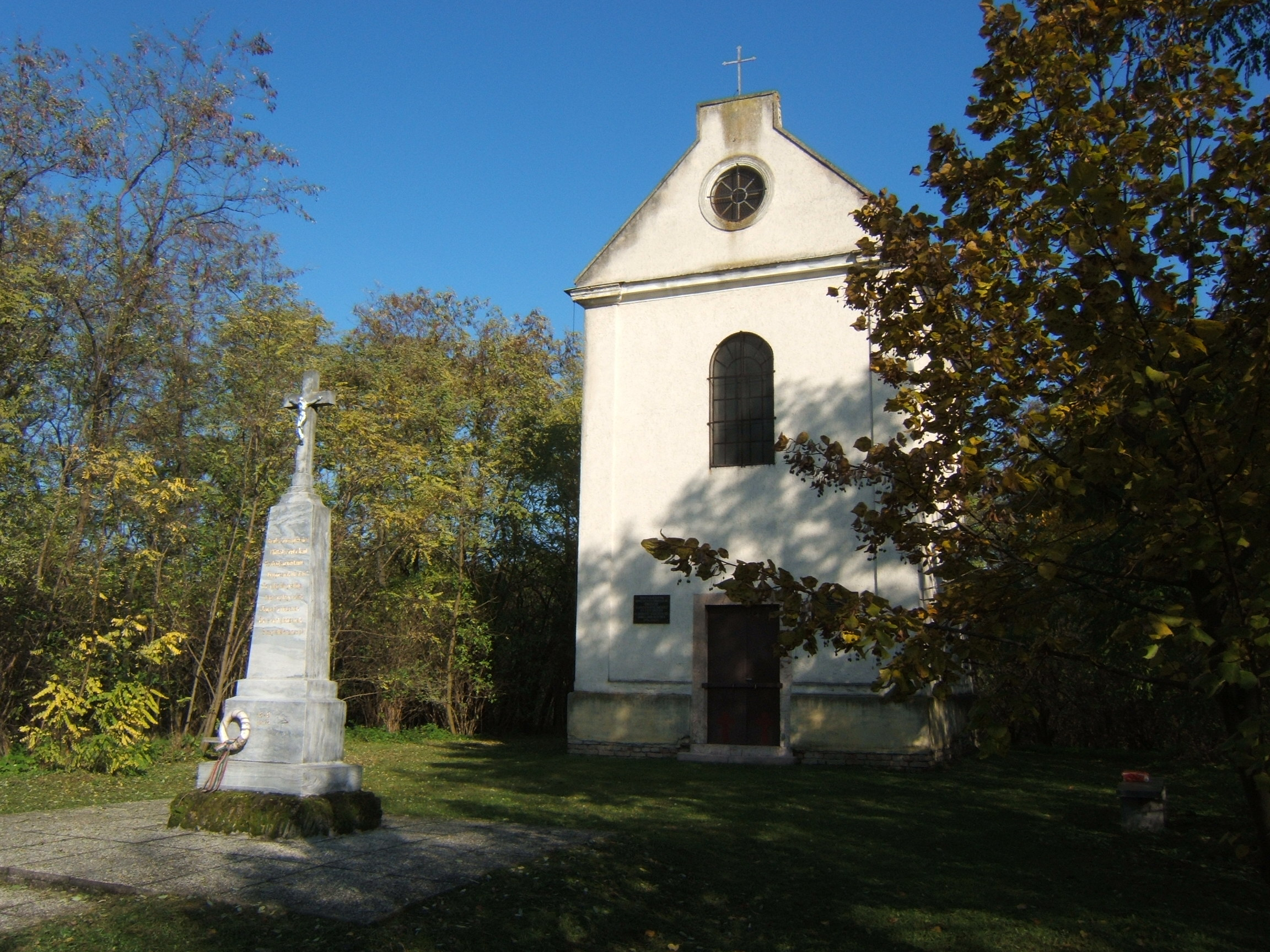
Monument voor de Onafhankelijkheidsoorlog in de kape
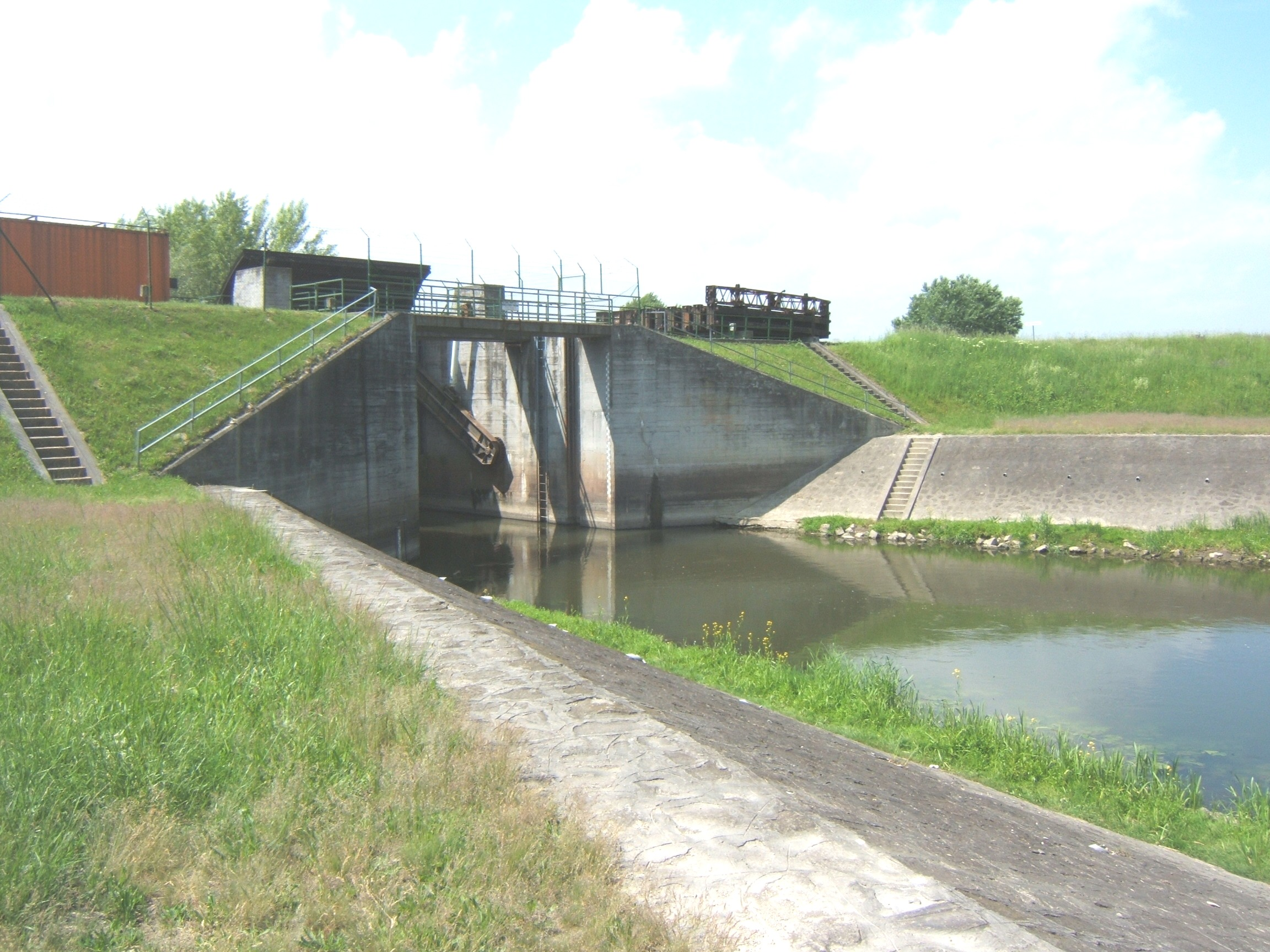
Flood gate aan de monding van de Rábca
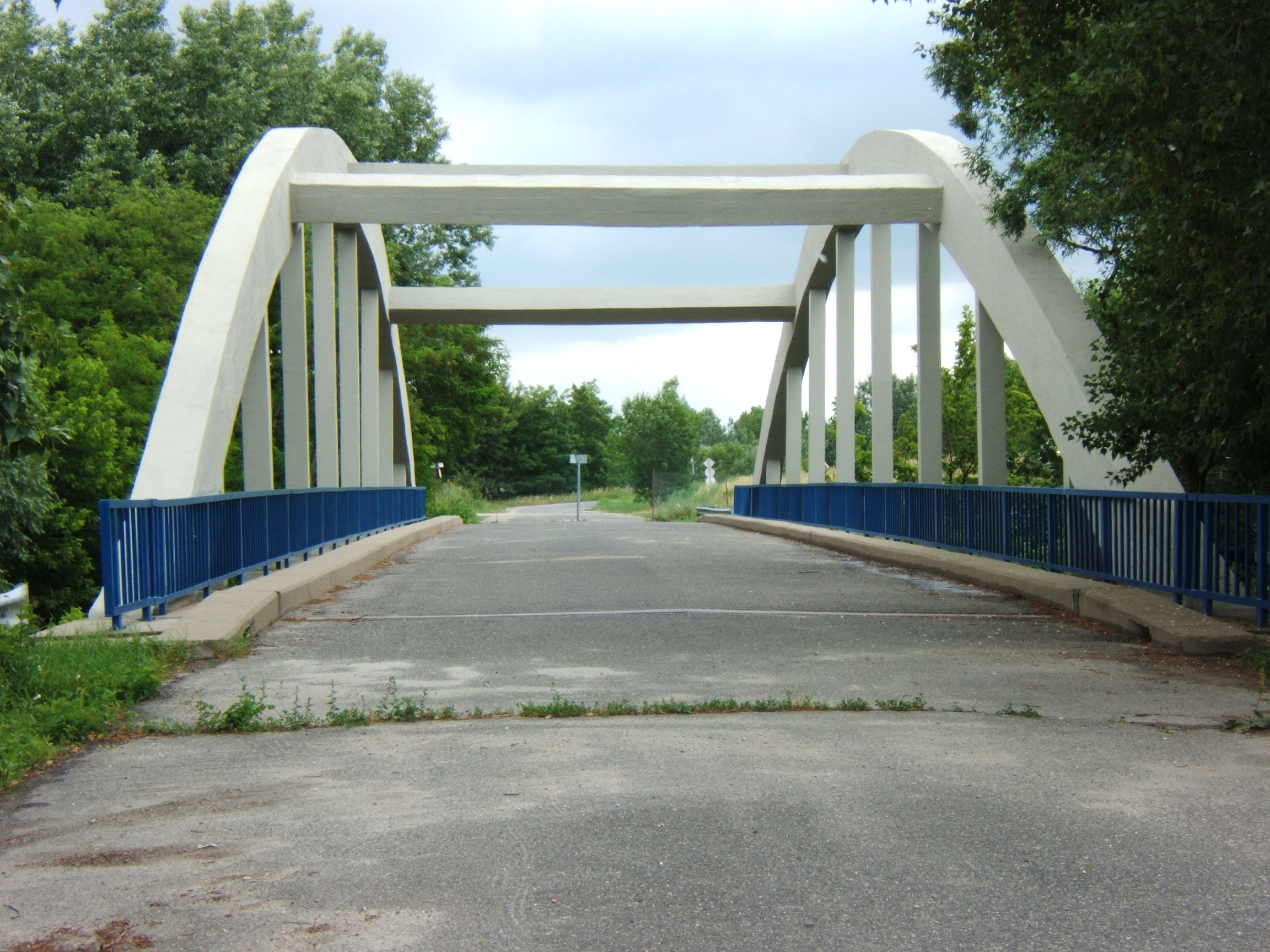
Oude betonnen brug
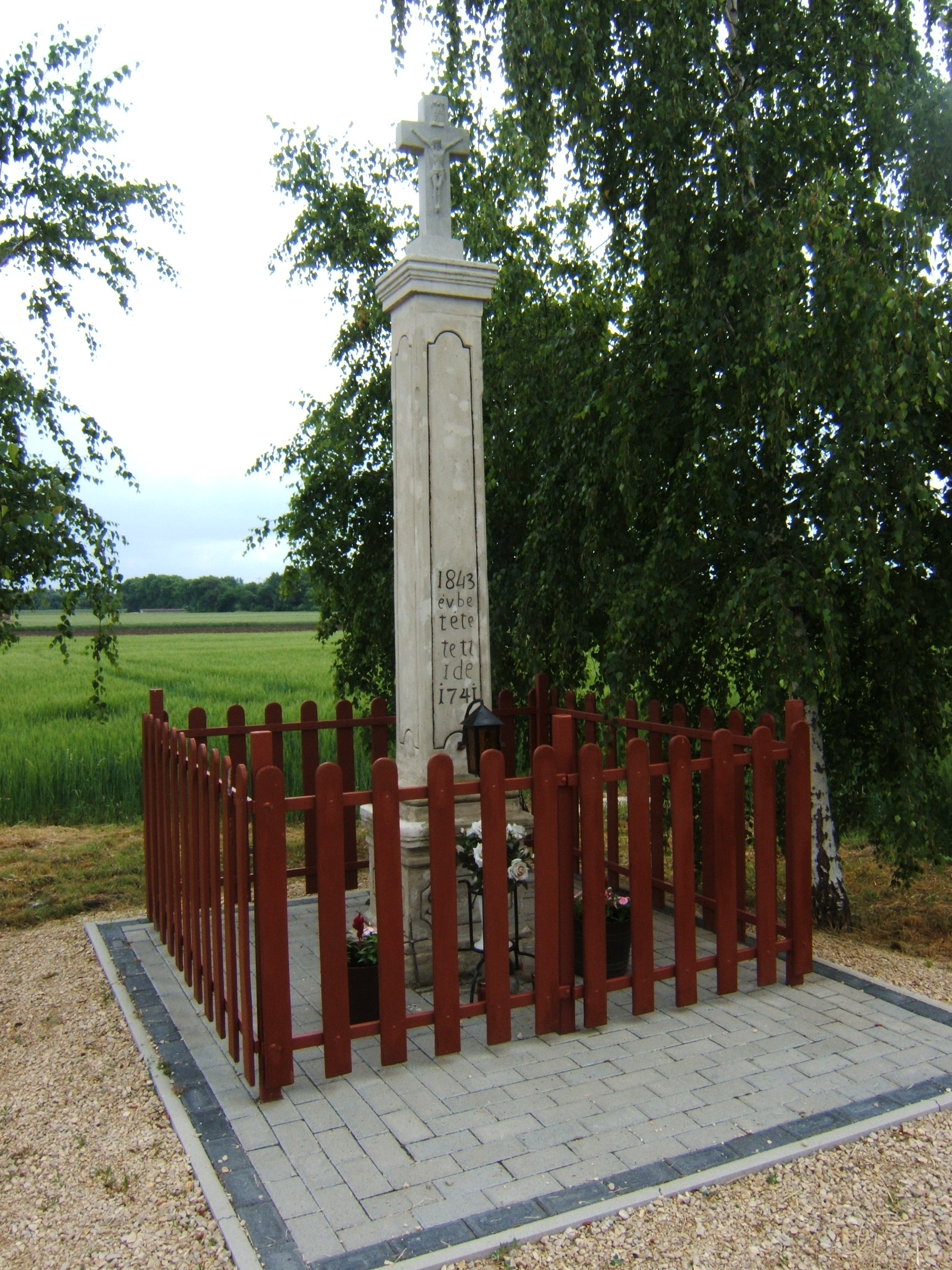
Kruis uit 1741